# Bocha nos Jogos Paralímpicos de Verão de 2012 - Pares BC4
A disputa da modalidade Pares classe BC4 da bocha nos Jogos Paralímpicos de Verão de 2012 foi realizada entre os dias 2 e 4 de setembro no Complexo ExCel em Londres.
A classe BC4 é composta por atletas com outras deficiências e que tenham dificuldade em arremessarem a bola. Homens e mulheres competem na mesma prova e todos são cadeirantes.

## Medalhistas
|  | BRA Brasil                     |  | CZE Chéquia                 |  | CAN Canadá                       |
|  | Eliseu dos Santos Dirceu Pinto |  | Leoš Lacina Radek Procházka |  | Marco Dispaltro Josh Vander Vies |

## Fase de grupos

### Grupo A
| Equipe                                    | J | V | D | PF | PS | S   |
| ----------------------------------------- | - | - | - | -- | -- | --- |
| BRA Eliseu dos Santos / Dirceu Jose Pinto | 3 | 3 | 0 | 26 | 4  | 22  |
| CZE Leoš Lacina / Radek Procházka         | 3 | 2 | 1 | 12 | 15 | -3  |
| HKG Vivian Lau / Yuk Wing Leung           | 3 | 1 | 2 | 16 | 14 | 2   |
| POR Susana Barroso / Domingos Vieira      | 3 | 0 | 3 | 2  | 23 | -21 |

|                     | BRA  | CZE | HKG | POR  |
| ------------------- | ---- | --- | --- | ---- |
| BRA Brasil          | —    | 9–0 | 7–4 | 10–0 |
| CZE República Checa | 0–9  | —   | 6–5 | 6–1  |
| HKG Hong Kong       | 4–7  | 5–6 | —   | 7-1  |
| POR Portugal        | 0–10 | 0–9 | 1–7 | —    |

### Grupo B
| Equipe                                    | J | V | D | PF | PS | S   |
| ----------------------------------------- | - | - | - | -- | -- | --- |
| CAN Marco Dispaltro / Josh vander Vies    | 3 | 3 | 0 | 14 | 5  | 9   |
| GBR Peter McGuire / Stephen McGuire       | 3 | 2 | 1 | 20 | 4  | 16  |
| THA Pornchok Larpyen / Sataporn Yoojaroen | 3 | 1 | 2 | 11 | 14 | -3  |
| SVK Róbert Ďurkovič / Martin Strehársky   | 3 | 0 | 3 | 3  | 25 | -22 |

|                  | CAN | GBR  | SVK  | THA  |
| ---------------- | --- | ---- | ---- | ---- |
| CAN Canadá       | —   | 4–1  | 4–3  | 6–1  |
| GBR Grã-Bretanha | 1–4 | —    | 11–0 | 8–0  |
| SVK Eslováquia   | 3–4 | 0–11 | —    | 0-10 |
| THA Tailândia    | 1–6 | 0–8  | 10–0 | —    |

## Fase eliminatória
|  | Semifinais | Semifinais          | Semifinais |  |  | Final               | Final               | Final               |
|  |            |                     |            |  |  |                     |                     |                     |
|  | A1         | BRA Brasil          | 3          |  |  |                     |                     |                     |
|  | B2         | GBR Grã-Bretanha    | 2          |  |  |                     |                     |                     |
|  |            |                     |            |  |  | A1                  | BRA Brasil          | 5                   |
|  |            |                     |            |  |  | A2                  | CZE República Checa | 3                   |
|  | B1         | CAN Canadá          | 3          |  |  |                     |                     |                     |
|  | A2         | CZE República Checa | 3*         |  |  | Disputa pelo bronze | Disputa pelo bronze | Disputa pelo bronze |
|  |            |                     |            |  |  | B2                  | GBR Grã-Bretanha    | 2                   |
|  |            |                     |            |  |  | B1                  | CAN Canadá          | 8                   |